# Айлиль Арфист
Айлиль Арфист (др.‑ирл. Ailill Cruitire; погиб в 634) — король Бреги (до 634 года) из рода Сил Аэдо Слане.

## Биография
Айлиль был одним из сыновей правителя Бреги и верховного короля Ирландии Аэда Слане, убитого в 604 году. По свидетельству трактата XII века «Banshenchas» («Об известных женщинах»), его матерью была вторая супруга Аэда, Эйтне инген Бренайнн.
После кончины Аэда Слане престол Бреги унаследовал его сын Коналл Лаэг Брег, а когда тот в 612 году погиб в сражении, власть над королевством получил ещё один брат Айлиля, Конгал мак Аэдо Слане. Хотя в ирландских анналах Айлиль не называется королём Бреги, в этом качестве он упоминается в сохранившейся в «Лейнстерской книге» поэме Фланна Майнистреха «Síl Aeda Sláne na Sleg». Современные историки предполагают, что он мог быть соправителем своего брата Конгала.
В 634 году войско Бреги под командованием королей Конгала мак Аэдо Слане и Айлиля Арфиста было разбито в сражении при Лох-Третине во Фремайнне (современном Лох-Дретине около Фревин Хилла в графстве Уэстмит). Победителем брегцев был король Миде Коналл Гутбинн из рода Кланн Холмайн, убийца короля Аэдо Слане. Конгал и Айлиль пали на поле боя. В ирландских анналах в сообщении об этом событии только Конгала наделяется королевским титулом. В противоположность данным анналов, в поэме «Síl Aeda Sláne na Sleg» сообщается, что Айлиль и Конгал погибли в сражении при Ат Гоане, вмешавшись в междоусобную войну в Лейнстере. Их победителями называются Коналл Гутбинн и лейнстерский король Фаэлан мак Колмайн из рода Уи Дунлайнге.
После гибели Айлиля Арфиста и Конгала мак Аэдо Слане новыми королями-соправителем Бреги стали их братья Блатмак и Диармайт. Известно, что у Айлиля был сын Длутах и внук Аэд мак Длутайг, потомки которых в Раннее Средневековье составляли септ Фир Хул Брег.